# 曼巴伊
曼巴伊是巴西戈亚斯州的一个市镇。总面积859.555平方公里，总人口5199人，人口密度6人/平方公里。